# Elonus excavatus
Elonus excavatus is een keversoort uit de familie schijnsnoerhalskevers (Aderidae). De wetenschappelijke naam van de soort werd in 1993 gepubliceerd door Werner.